# Kujang-gun
Kujang-gun (koreanska: 구장군) är en kommun i Nordkorea.   Den ligger i provinsen Norra P'yŏngan, i den centrala delen av landet, 100 km norr om huvudstaden Pyongyang.